# Neohydatothrips langei
Neohydatothrips langei är en insektsart som först beskrevs av Dudley Moulton 1929.  Neohydatothrips langei ingår i släktet Neohydatothrips och familjen smaltripsar. Inga underarter finns listade i Catalogue of Life.